# Mitt hjerte alltid vanker
Mitt hjerte alltid vanker är en julpsalm på norska skriven 1732 av den danske diktaren Hans Adolph Brorson. Sången är skriven över Lukas 2,12. den är förlaga till den svenska psalmen Till Betlehem mitt hjärta.
Psalmen trycktes första gången i häftet "Nogle Jule-Psalmer". Ett urval av verserna ingår även i "Landstads salmebog", i "Psalmebog for Kirke og Hus", i bokmålstillägget till "Nynorsk salmebok", i "Landstads reviderte salmebok" och i "Norsk Salmebok" (nr 45).
Melodin är en norsk variant av en folkmelodi från Västergötland.
Den har bland annat sjungits in av Carola Häggkvist på julalbumet Jul i Betlehem från 1999.